# Eubank
Eubank är en ort i Lincoln County, och Pulaski County, i delstaten  Kentucky, USA. År 2000 hade orten 358 invånare. Den har enligt United States Census Bureau en area på 2,4 km², allt är land.